# Hemileius foveolatus
Hemileius foveolatus är en kvalsterart som först beskrevs av Balogh 1958.  Hemileius foveolatus ingår i släktet Hemileius och familjen Hemileiidae.

## Underarter
Arten delas in i följande underarter:
- H. f. foveolatus
- H. f. tridactylus